# هنري جوي ماكراكين
هنري جوي ماكراكين (بالإنجليزية: Henry Joy McCracken)‏ هو رائد أعمال أيرلندي، ولد في 31 أغسطس 1767 في بلفاست في المملكة المتحدة، وتوفي بنفس المكان في 17 يوليو 1798 بسبب شنق.

## وصلات خارجية
- هنري جوي ماكراكين على موقع الموسوعة البريطانية (الإنجليزية)